# الشاب حسني
الشاب حسني أو حسني شقرون مطرب جزائري ذو شهرة عالمية، ولد يوم 1 فبراير 1968 بحي الصديقية (قمبيطة - التسمية الفرنسية وهران). بدأ في الغناء سنة 1986 بألبوم «البراكة»، ليتسيد الساحة الفنية عربيا وعالميا في فن الراي. حقق انتشارا سريعا ومبيعات خيالية نافس بها نجوم الغناء في العالم، ولقب بملك الأغنية العاطفية. قام مجهولان باغتياله في عز شبابه وشهرته ظهيرة الخميس 29 سبتمبر 1994.
لعائلة فقيرة، إذ أن والده كان يمتهن الحدادة وقد عانى من أزمة مالية خانقة عندما كان حسني صغيرا وحلم بأن يصبح أصغر أبنائه طبيبا أو محاميا لكن حسني كان دائما يحلم بأن يصبح أحد نجوم كرة القدم بل مارسها بإحدى الفرق بمدينة وهران المنتمية للقسم الثاني من الدوري الجزائري ثم اعتزل عقب إصابته في الذقن على مستوى الفك السفلي، في إحدى المباريات مع فريقه حيث كانوا يلعبون في ملعب غير عشبي، ومكث أسابيع في المستشفى وهناك كان يستمع لأغاني فريد الأطرش، وحين خرج من المستشفى زاد وزنه كثيرا وانخفض مستواه كثيرا في مجال كرة القدم، فقرّر الاعتزال وبدأ حلم الغناء ليصبح بعد ذلك فنان الأغنية العاطفية ولقُّب بملكها بلا منازع.
الشاب حسني فنان جزائري صاحب موسيقى بلده وانضم لإحدى الفرق الفلكلورية في صغره -فرقة قادة ناوي- وشارك في حفلات الزفاف والسهرات المنظمة بمدينة وهران وذاع صيته خاصة بأدائه لأغاني التراث الجزائري كأغنية «ياذا المرسم عيد لي ما كان... فيك أنا والريم تلاقينا»، المعروفة والمحفوظة لدى أغلب الجزائريين إذ أدّاها قبله كل من الشاب خالد، الشاب مامي وغيرهم من نجوم الأغنية الجزائرية، وبذلك بدأ في إنتاج الأشرطة ليحطّم بعدها أرقاما قياسية مذهلة بالبومات غزيرة ومبيعات فاقت عشرات الملايين في الألبوم الواحد.

## حسني وإنتاج الأشرطة
أول ألبومات الشاب حسني كان ثنائي مع الشابة الزهوانية سنة 1986 بعنوان البرّاكة. ثم بدأ في صنع طابع راي خاص به.
تغنّى حسني بمشاكل الشباب وبالحب رابطاً تلك الأغاني بمشاكله الخاصة، وكثيرا ما روى في أغانيه علاقته بإبنه الوحيد عبد الله المولود سنة 1989 وعن قصة الفراق منذ 1991 مع زوجته المقيمة بمدينة بربينيون الفرنسية، حيث تعرف عليها في أحد المطاعم البياريست وتزوجها في سن 18. وسنة 1992 غنى صرات بيّا قصة (أي: حدثت معي قصة) والتي تروي حكايته عندما كان بإحدى حانات ولاية معسكر عندما تعرّض له شبان بأسلحة بيضاء وشعر بأن حياته في خطر. وأغنية قالوا حسني مات عندما نشرت إشاعة من طرف مجهولين بوهران تتحدث عن موت الشاب حسني بحادث مرور عندما كان في زيارة لكندا..

## ألبوم الصباح والمساء
أنتج الشاب حسني حوالي 175 ألبوم. وسُئِل في حوار لإذاعة الباهية بوهران الجزائرية عن حكاية شريطين في مدة أسبوع فأجاب هذه مشكلة بين المنتجين نظرا للمنافسة، وإني سأحاول الإصلاح إن أطال الله عمري. فكان الموت أسبق.
حوار الشاب حسني لإذاعة الباهية. على يوتيوب

## حسني الاسطورة
لُقِّب الشاب حسني بالأسطورة نظرا لبقائه الدائم على عرش الريادة في أغنية الراي باعتراف الكبار، إذ أنه كان خلال سنوات نشاطه منافسا لأكبر النجوم في الوطن العربي وحتى في أوروبا بمبيعات خيالية وألبومات كانت بمثابة ثورة في موسيقى الراي التي دخلت العالمية في عصرها الذهبي الذي كان الشاب حسني نجمه بلا منازع فلا الشاب خالد ولا الشاب مامي استطاعا منافسته في طابعه العاطفي الذي تبعه فيه كوكبة من النجوم في تلك الفترة الزمنية.

## أكثر الألبومات مبيعا
يعتبر الشاب حسني من الأوائل الذين تعرضت ألبوماتهم للقرصنة وإعادة الطبع بطرق غير شرعية لكن من أكثر الألبومات مبيعا هي:
-البيضا مون امور 120 مليون نسخة،
رغم انه كان غزير الإنتاج في السوق إذ أن المدة الزمنية بين البوم وآخر لا تتجاوز شهر واحيانا أسابيع وأيام إلى أنها كانت تباع كلها بطريقة منتظمة ما يؤكد ان الفنان كان ولا يزال قيمة ثابتة في الفن العربي

## حسنى وإعادة الألحان
أعاد الشاب حسني ألحان بعض نجوم الأغنية الجزائرية والعالمية بطريقته الخاصة، ولاقى نجاحا بإدخال هذه الألحان في موسيقى الراي الجزائرية مثل:
- نغدى نشوف زينة لبنات: ألحانها من «بختة» للشاب خالد، وهذا الأخير أخذها من التراث الوهراني.
- عمري عمري: لحن «علشان ما ليش غيرك» فريد الأطرش.
- راني خليتهالك أمانة: من موسيقى مسلسل ليالي الحلمية.
- غدار: لحن لخوليو إجلسياس.
- علاش ديما وحدك علاش: لحن «أهواك»عبد الحليم حافظ

ولاقت هذه الأغاني نجاحاً كبيراً.

## حفلاته
سافر إلى أوروبا وكان أول من أوصل أغاني الراي إلى الدول الإسكندنافية وأمريكا[ ؟ ]، وأوصل رسائل عديدة للجالية العربية وخاصة أغنية:
ما بقاتش الهدة، غير هنا نديرو القلب، نحمل بليكان في بلادي، ولا هم الغربة، ديرو النيف، كيما دارو جدودنا، الشرف عنده قيمة، تحيا بلادنا.
أما أكثر حفلاته نجاحاً فكانت حفلته الأخيرة يوم 5 جويلية/ يوليو1993 بالملعب الأولمبي 5 جويلية بالجزائر العاصمة في إطار الاحتفالات بالذكرى 32 للاستقلال، وفي ذلك اليوم كانت جنازة أخيه لعرج

## بعض أغانيه
طال غيابك يا غزالي، بيع منها 120 ألف نسخة في الأسبوع الأول و10 ملايين نسخة إلى يومنا هذا.
نهار لفراق بكيت التي عرفت توزيعا موسيقيا راقيا سنة 1991 ومزج بين البورتامنتو والقيتار الكهربائي بيعت منها 18 مليون نسخة من 1991 إلى 2005
كما لديه أغاني مماثلة تحمل توزيعا متطورا ومتقدما رغم أنها سُجّلت في التسعينيات وتعتبر إحدى مميزات الشاب حسني، مثل:
- 1- ما تسألونيش إلى بكيت عليها v 1
- 2- ما تسألونيش إلى بكيت عليها v 2
- 3-   c'est pas ma faute
- 4- إذا بكيتي نبكي معاك
- 5- ديما سكران وما نصحاشي
- 6- نسيتي ليام نسيتي l'histoire
- 7- ال visa
- 8- شتا يسالو
- 9- مكواني إلى نسكر
- 10- مزال souvenir عندي
- 11-  والله ماني مسامح
- 12- مزال الحال غير ولي
- 13- راني مضرار
- 14- والله ما نسمح في حبي
- 15- راني ندمان مين طلقتها
- 16- آش وصلني ليك
- 17- يا قلبي بالله خليني هاني
- 18- ولي ليا إلى تبغيني
- 19- ها لمان
- 20- ما كان علاه تبكي
- 21- La mour c'est pas facille
- 22- نعيا نعيا ونولي ليك
- 23- ربي ربي وين نغدى وين
- 24- شا درتي لي راني نعشق فيك
- 25- يا مرسول روح ورجع ليا تاني
- 26- جابو لي خبرك
- 27- راني موراك v1
- 28- راني موراك v2
- 29- راني خايف إلى نوالفك
- 30- الراي رأيي
- 31- عطيتك قلبي باش نهنيه
- 32- على جالها
- 33- لي بكاتني ديك الحشوة
- 34- مالاه مالاه
- 35- مزال بين عينيا
- 36- لي نعاشرها تخرج لي ناقسة
- 37- نساوني علك بسحورهم
- 38- بركاك من الزعاف
- 39- ما بغات تموت العزا
- 40- عدياني حرقو قلبي بالنار
- 41- غادي نولي للعذابي
- 42- ديريها في بالك
- 43- ما قديتش على فراقها
- 44- راني بحبي لباس
- 45- adieu l'amour v1
- 46- adieu l'amour v2
- 47- همي وهم البيضا يتشابهو
- 48- عرفت علاش راكي تبكي
- 49- ما تكلميش على الحب
- 50- فريستك ميتة السفاح
- 51- دبري راسك ديري رايك
- 52- بركاني خلاص نسيتها ورجعت لباس
- 53- ما نجمش نعيش هاد العيشة
- 54- كنتيaux moins
- 55- مليت من هدرتكم
- 56- تقول ما عرفتك V1
- 57- تقول ما عرفتك v2
- 58- كاتبة v1
- 59- كاتبة v2
- 60- ضيعت ma vie
- 61- من الولف راني خايف
- 62- بغات تطلق
- 63- dis moi ها الزرقا
- 64- علاش يا عينيا
- 65- أنا وياك ما صرا فينا
- 66- واجاي يصبرني
- 67- ما ضنيتش هكذا يصرا لي
- 68- رشاو العشرة بالسحور
- 69- كاع الرجال لي كاين
- 70- أنا مكواني
- 71- راكي مسامحة يا عمري
- 72- لشاب راسي
- 73- رابطة الحناء
- 74- وصلتني حتى لي شرعتني
- 75- لوكان صبت ما نفارقهاش
- 76- ضلموني وضلمو محنتي
- 77- خبروني شكون يكره الزين
- 78- ما بقاتش الهدة
- 79- غدارة v1
- 80- غدارة v2
- 81- سيدي ربي وانا كيندير
- 82- شا تساليني
- 83- ملي شفتها زاد هبالي
- 84- شيرة لي نبغيهاelle mal bon donné
- 85- عيت صابر ونساعف فيكم
- 86- صحاب البارود
- 87- صرات بيا القصة
- 88- عام السنا
- 89-  ردي لي قلبي
- 90- la verité حياتك ضيعتيها نتي
- 91- لي نصاحبه يولي لي عدو
- 92- قيلي بلايا
- 93- تزوجت وطلقت
- 94- يا البيضا tellment نبغيك
- 95- سال دم ذراعي عليك
- 96- يا السادة
- 97- أنا مالي ومال
- 98- واهيا الجيلالي
- 99- مزال نبغيك ونموت عليك
- 100- الشيرة لي نبغيها v1
- 101- الشيرة لي نبغيها v2
- 102- حشامة
- 103- أنا حملت الكية وحملت العذاب
- 104- ديتها مريولة
- 105- قلبي قلبي لبدا مهبلني
- 106- آش عندي في الناس
- 107- يغيضوني بنات الناس
- 108- ماني ماني
- 109- أولفي وعلاه رحتي وخليتيني
- 110- يا عمري حرام عليك
- 111- sayée محيتك من بالي
- 112- غدار
- 113- كانت في قلبي ça fais langtomp
- 114- فركتي العشرة
- 115- آش بيك يا قلبي
- 116- شوفي عمري شا صرا
- 117- راني بين وبين
- 118- j'amais لا ننسا ال passé
- 119- روحي يا وهران روحي بالسلامة
- 120- شابة ودريفة
- 121- الزين يا الزين
- 122- الحمام الغالي
- 123- تهرب عمري للرجالة
- 124- tellement لي كنت نعشق فيها
- 125- خايفك البيضا تنسيني
- 126- لي فيها فيها
- 127- باغي نهنا ونتهنا
- 128- الهوارية قلت لك قيليني
- 129- صدام
- 130- يا ما
- 131-اc'est pas la peine باش تفهميني
- 132- بركاني V1 c'est fini
- 133- بركاني V2 c'est fini
- 134- بركاني V3 c'est fini
- 135- كنتي في الدار صابرة
- 136- عولت انا ننساك
- 137- ما تقوليش الفراق مكتوب
- 138- أنا عيت مانعلم
- 139- عيت نسايس
- 140- رايي عياني
- 141- حنا j'amais لا نتفارقو
- 142- جاية ندمانة
- 143- داروها بيا صحابي
- 144- كلام العديان
- 145- حسدوني العرب
- 146- غدرتني ليام
- 147- ما قدكش كويتي قلبي
- 148- دوني معاكم نسكر ونغني ليكم
- 149- حرمت روحي من كل النسوان
- 150- طلبتي الفراق je suis d'acord
- 151- c'est dificille باه نفارقك
- 152- عشقك قلبي
- 153- ما قبلوهاش
- 154- عيتو ما ديرو بيناتنا
- 155- علاش قلبي معدبني V1
- 156- علاش قلبي معدبني V2
- 157- علاه جيتي كي فات الحال
- 158- سكران ناسي
- 159- لي بيني وبينها سر كبير مخبي
- 160- حرزي تقولي حشاها لي
- 161- راني خايف نخطيك وتبقي تسوفري
- 162- مهما بيناتنا ما يكون يكون
- 163- صبرت وطال عذابي
- 164- معول يبات
- 165- الرافدة هبالي
- 166- كنتي معيا، معيا وخلاص
- 167- خليهم يقولو V1
- 168- خليهم يقولو V2
- 169- ها لالة ها لالة نديها مريولة
- 170- هي معايا وتشكر لي فيه
- 171- باه نولي مانيش d'acord
- 172- يا عمري إلى ولات إلى ولات
- 173- شوفو عشقها ما دار فيا
- 174- حكم حكم يا ربي
- 175- قالو تزوجت داته imégri
- 176- لي ما عشق
- 177- قالت ربيني علي يدك
- 178- سامحيني الزرقا راني ضالمك
- 179- يا تعاشريني يا تفارقيني
- 180- منايفة
- 181- نخمم فيك toujour
- 182- إذا عشقتك ماهوش غرضي
- 183- نبغي نشوفك عمري
- 184- سعدك تزوجتي يا ختي
- 185- لا ماتبكيش قلبي لا
- 186- هدرو لي فيك الناس
- 187- ما نحكي ما نشكي
- 188- العالم ربي قلبي لي بغاك
- 189- حتى قطعت منك لياس
- 190- الزرقا حبك جراني
- 191- ها لوكان ربي (الزهوانية)
- 192- راني نادم على ليام
- 193- نتي V1. pour moi
- 194- نتي V2. pour moi
- 195- الشيرة لي نبغيها toujour عليها فازقا
- 196- سمعت منها كلمة je t'aime
- 197- بقات في خاطري بقات
- 198- داويني بدواك
- 199- عيشتنا في الغبينة
- 200- كي تكوني معايا
- 201- c'est pas la peine باش نولي ليك
- 202- عشقتك من قلبي وربي عالم
- 203- غير نسيني ننساك
- 204- درتو لي على محنتي باه نقيلها
- 205- ربي لطف بيا
- 206- ما نديرشي لمان الهجالات واعرات
- 207- قابلتني وقعدت تبكي
- 208- ها نو نو V1
- 209- ها نو نو V2
- 210- ها نو نو V3
- 211- قرقشني هاد الزين
- 212- يعطوني فيك مال الدنيا
- 213- ندبر راسي
- 214- ما بقات محبة بيني وبينك
- 215- نهار الفراق بكيت
- 216- لوكان جيتي تبغيني
- 217- لي بيني راه adieu l'amour
- 218- الليلة الليلة
- 219- لوكان تشوفي حالتي
- 220- خليها بيني وبينك
- 221- كي تبكي ولا ما تبكيش
- 222- عيت نوصي فيها
- 223- البيضا V1 mon amour
- 224- البيضا V2 mon amour
- 225- pitiè de moi
- 226- علاه نبغيها وتعجبني
- 227- حبيبتي مكواها
- 228- نغدى نشوف زينة البنات
- 229- شحال قدني نصبر V1
- 230- شحال قدني نصبر V2
- 231- طالبك توبني عندك جابني
- 232- malgré امها سحارة
- 233- تفكرت النهار لي شفتك
- 234- بعد العذاب شقاية وتشطاني
- 235- على عينيها نسكر اليوم
- 236- سمحت فيها راها نخطبت
- 237- ما كنتش عارف يصرا لي
- 238- Enfin
- 239- رايح خايف نولي غيضان
- 240- قولي لي وين نلقاك
- 241- صارحتك ألف مرة
- 242- راني مضلوم معاك نتيا
- 243- حسدوني لي غارو مني
- 244- المكتوب
- 245- حبيبتي في وهران وانا بعيد
- 246- تبعتك صحتي مشات V1
- 247- تبعتك صحتي مشات V2
- 248- يلاه بينا يالاه
- 249- مزال ما شفتيش علاه ضلمتيني
- 250- محال نصبر على ولدي
- 251- ما ضنيتش نتفارقو V1
- 252- ما ضنيتش نتفارقو V2
- 253- كيندير كيندير  معاك
- 254- قدامها تتلف لي الهدرة
- 255- يا مولاة المقام
- 256- شوفي حالتي منك كي راهي
- 267- قلت لك ما ديريش عليا
- 268- شفتها كاتبسم
- 269- طال عذابي كي راني محتار
- 270- أنا وصاحبي شفناها
- 271- ماشي غير أنا
- 272- خوفني رجوعك
- 273- أنا قلبي ما ينساكش
- 274- شيرة صغيرة لعبت بيا
- 275- مابغيتهاش وبذراع جابوها لي
- 276- تندمي على فعالك
- 277- أنا مليت من رقادي وحدي
- 278- ألباس
- 279- نعشق فيها نستاهل
- 280- يا ولفي ما قديت لك.
- 281- الزرقا قلبي بغاك
- 282- نحسن عونك
- 283- يا ختي عيبك بان
- 284- كنت عازها كثر من عمري
- 285- ملي عرفتها ركبني الهم
- 286- ردو لي محنتي
- 287- malheureux toujours
- 288- سالو المكتوب
- 289- غير نعشق فيها ونموت
- 290- elle à choisi son amour
- 291- قلت لها يا زينة نهواك V1
- 292- قلت لها يا زينة نهواك V2
- 293- سيد القاضي
- 294- والله ما كنت دايرك passager
- 295- j'ais pas besoin de ta pitiè
- 296- أنا ما نوليش حتى تحسي بيا
- 297- خلوني نبكي ونزيد
- 298- توحشتك
- 299- j'amais ننسى mes souvenirs
- 300- يا لي غارق في عموق المحان
- 301- mon premier amour راها تبكي
- 302- راني مرة هنا ومرة لهيه
- 303- محنتي في la françe
- 304- كنت حاسب الفراق يهنيني
- 305- هاد الزين جراني
- 306- j'amais نقول j'attends
- 307- أنا نويت باش نعاشرك نتيا
- 308- ما قديتش نحكي لي صرا لي
- 309- ساعديني نهجر من حداك
- 310- شحال قالو وما قالو
- 311- مليت من كلام الناس
- 312- مانيش في الهنا
- 313- لوما نتيا لوما نتيا
- 314- وليت لك قلبي بعشق جديد
- 315- ه La première fois راني لقيتها
- 316- ياك أنا ما زلت معاك
- 317- قولو لياه هاد الغيرة يا عدياني
- 318- قاسيت لوحدي
- 319- روحو  قولو لها تسامحني
- 320- حياتك ونتي شاكة فيا
- 321- يا مينة بالسلام الكار مشا عليا
- 322- علاش نسيتيني
- 323- لا لا ما تكذبيش
- 324- قلبي كرهكم
- 325- نسيانك يا العمر صعيب
- 326- أنا مليت، مليت معاك
- 327- لوكان تعرفي شحال نبغيك
- 328- حبيبة قلبي مزال نبغيها
- 329- دورو l'auto
- 330- قربي لي راني نبغيك
- 331- لا تبكيش قولي دا مكتوبي
- 332- نبغي المحنة
- 333- صرات لي ومانعاودشي
- 334- عدياني بزاف
- 335- عدياني بزاف (ديو نورية)
- 336- يا مولاة الساق الظريف
- 337- كاع النسا
- 338- كلها وسعدو
- 339- علاش ديما وحدك علاش
- 340- يالاه بينا يالاه
- 341- براس بويا الليلة عند consulat
- 342- عمري عمري
- 343- راني حامد ربي
- 344- غير حبيبي وانا
- 345- كيما جات تجي
- 346- ما تبكيش يا عينيا
- 347- علاه يا بنت الناس
- 348- في الخاطر طال غيابك
- 349- نتي نكارة وقلبك خاين
- 350- لوكان هاد الزين يولي عشقي
- 351- أنا عارفك تبغيني
- 352- أنا دلالي على الزرقا
- 353- كاع الناس تضحك عليك
- 354- ما عندي والي V1
- 355- ماعندي والي V2
- 356- الهايمة حسبتها دايما
- 357- درنا l'amour في براكة
- 358- الصراحة راحة
- 359- لي بغاها قلبي مشات
- 360- ما كنتش نقارع فداك الخبر
- 361- لباس عليك عمري لباس
- 362- ضلامت عليا بلا بيك
- 363- راني نادم مين عشقت
- 364- ما نهناش ما نبراش (ديو نورية)
- 365- واك بكيت على فراقها
- 366- عدويا مغيار
- 367- أنا تمنيت بيك ال mariage
- 368- أنا بغيت البيضا وانا بغيتها
- 369- نتي نتي mon amour
- 370- طال صبري طال
- 371- ما نجمش نطلقها V1
- 372- ما نجمش نطلقها V2
- 373- المحنة لي ترفدني
- 374- نفرح كي نشوفك مهنية
- 375- لوكان جات عليا
- 376- mon dieu
- 377- الشيرة لي نبغيها ننساها خير لي
- 378- العاقلة أنا نقعد غير معاك
- 379-  c'est fini عمري فات الحال
- 380- تقول دايرين لي عليها
- 381- عينيك يا عينيك
- 382- نتي نتي لي غلطتيني
- 383- زيد سربي يا مول البار
- 384- أنا العربي ولد الغابة والجبل
- 385- نبلع بابي ونصبر قلبي
- 386- ندي عمري نروحو نقصرو
- 387- نكون ناسي الطلاق
- 388- دور وهران دور
- 389- راني نخمم من دا شحال
- 390- كنت عارفها ما تنساني
- 391- علاش خدعتيني لي بيناتنا كان
- 392- علاش خدعتيني في دقيقة نكرتيني
- 393- عيت ما نصبر
- 394- قلبي عشق لي وحدة مسوفجة
- 395- كي حتى ولا هبالي
- 396- طلبتي الفراق
- 397- شفت بعيني برد قلبي على الزواج
- 398- هي هي لي بيا
- 399- يا وليدي العزيز
- 400- c'est pas ma faut راكي ليا انا
- 401- كانت amour من premier jour
- 402- رقبت على جبال وهران V1
- 403- رقبت على جبال وهران V2
- 404- عيتي معايا بالسحور
- 405- ما تفكرونيش بلي صرا لي
- 406- نترجى في الحبيب
- 407- شحال نفرح مين تعنقني
- 408- حكات لي المكلوعة
- 409- يا العدوة
- 410- حتى نقول ننساها
- 411- حتى نسيتها وراحت من بالي
- 412- كاين ربي وكاين ربي
- 413- علاش دسيتي السر في قلبك
- 414- كيديري تنسيني عمري
- 415- أنا بلا بيك ماني هاني
- 416- مهما يقولو فينا
- 417- من غيرك نتي في الدنيا
- 418- ما يهناش لي خاطري
- 419- مهما نتي نسيتيني
- 420- والف البار
- 421- دارها وصبح في la gare
- 422- أنا المريول شراب. L'ancoule
- 423- معاك ضيعت صغري
- 434- كي شفتها خطفت قلبي
- 435- داك الحروم
- 436- عفتك وكرهتك
- 437- لي نديرها تفكرني بيك
- 438- دايك دايك يا الكاوية قلبي بالنار
- 439- زوج محاين (ديو  عبد الحق)
- 440- نبغيك ماني مهني
- 441- deux pièces et cuisine
- 442- على فعالها طلبت فراقها
- 443- لي كان ليا راه ليكم
- 444- مول cabaret (ديو  عبد الحق)
- 445- مين نشوفها يركبني الهبال
- 446- نهواك من صغري
- 447- حبابي في المضيق
- 448- دارو السحور دارو
- 449- لي ما عرف الحب
- 450- في بالي كتبت لي
- 451- لقدات ناري
- 452- غضبت محنتي عليا
- 453- عمري أنا تهولت
- 454- نحلف j'amais de la vie
- 455- ها لالة لالة (ديو  الزوهرة)
- 456- شتا بينك وبيني
- 457- نكرتيني وخدعتي حبي
- 458- ما نبغيش لي يظلمها
- 459- ربي ربي الشيرة شا بغات عندي
- 460- العطار يا العطار
- 461- ياك أجرحي جريت وجاريت
- 462- راني نغني نغني
- 463- كاع لي صرا لي عمري على جالك
- 464- هذا مكتولي حي عليه
- 465- tu n'est plus comme avant
- 466- ملي خطيتك تشوفك عيني من بعيد
- 467- لا بايتة وحدي (ديو  الشابة الزوهرة)
- 468- كلامهم مصيبة
- 469- ما نسيتها ما راحت من بالي
- 470- tout le monde est la
- 471- pad de problème
- 472- أنا مغبون عليها
- 473- ياك أنا كملت معاك
- 474- عيت نجري عند الطلبة
- 475- ديريني في البال
- 476- دايرها مليحة
- 477-  شحال قدني نبدل
- 478- صبرت أنا ومليت
- 479- ساعة نروح ساعة نولي
- 480- يا وعدي كي كنت وكيراني
- 481- ها لامان ها لامان
- 482- سهر الليالي (ديو مع الزوهرة)
- 483- أنا حلفت ما نقولش لا
- 484- مصيبة أنا قلبي
- 485- غير ما تقطعيش لياس
- 486- خلات لي يبغيها
- 487- love me say
- 488- قالو حسني مات
- 489- ونروح معاك يا العزيزة
- 490- لفات فيك غلطتي وقلتي دارنا
- 491- بلا عليا ال mouvaisong
- 492- سمحت في الناس
- 493- عيت نجرب وندير في القلب
- 494- مابغاتش تستعرف هي الغالطة
- 495- مانيش عارف علاه
- 496- نسات أيام البارح V1
- 497- نسات أيام البارح V2
- 498- تحتمت عليا كلمة Adieu
- 499- علاش راني معذب
- 500- لي ضلمني والله ما نسامحه
- 501-  طال غيابك يا غزالي
- 502- تالبوني حتى في الشيرة
- 503- الهواري
- 504- الهواوية
- 505- حسنو عوني ذالمحنة داتني
- 506- عدريني قلبي حساس
- 507-  أنا مزال قلبي يهواك
- 508- محنتي مالها ماجاتنيش اليوم
- 509- قلبي بركاني
- 510- قولي واه ولا لا
- 511- راكي شاقة البحر
- 512- ديريكلي ديريكلي
- 513- سال دم ذراعي ويبس على اسمك
- 514- تالبوني فيك
- 515- هذا حالي
- 516- الوحش لي كواني
- 517- أنا طلعت لك الشان
- 518- لي بيني وبينك مات
- 519- عشقتك غلطة c'est pas un amour
- 520- سكنتي الغربة
- 521- تمنيت ندير معاها الدار
- 522- أنا قلت حبيبتي
- 523- ما ضنيتش نتلاقو من بعد لي تفارقنا
- 524- دير ايديك
- 525- نتيا مهنية وأنا عليك نسال
- 526-  صبرت داك حدها (ديو صورية كنان)
- 527- نسي ليام
- 528- بكات عيني
- 529- ما كان علاه تندمي
- 530- اليوم ليلة عرسي
- 531- منك جات الغدرة
- 532- ما هناتني ما بغات الطلاق
- 533- قولي علاه يا عمري V1
- 534- قولي علاه يا عمري. V2
- 535- شكون يربي لي ولدي
- 536- كلامكم فكرني
- 537- غير dommage جات كبيرة
- 538- راني خليتها لك أمانة
- 539- دايما نوصيك أنا دايما
- 540- حوسي فوق الأرض يا مرا
- 541- مزال قلبي من الكية ما برا
- 542- لوكان جيتي حلالي
- 543- مديت عاهد
- 544- قالو قالو حبيبتي نجرحت
- 545- ديك الشيرة لي نبغيها واك خدعتني
- 546- بكيت ما قديت
- 547- ما تبكوهاش
- 548- نتي سباب غبينتي la virité
- 549- إلى عجبك الزين دير له التاويل
- 550- رواحي يا المريولة V1
- 551- رواحي يا المريولة V2
- 552 نبكي على الراي لي ماكاش
- 553- رواحي نتفاهمو غير نتي وانا
- 554- راني مسحور
- 555- علاش خدعتيني جيتي عند اليوم
- 556- نبغيك عمري نبغيك
- 557- محال لا تنسيني
- 558- شحال وأنا نتبع فيها
- 559- شحال هدرتي شحال سحرتي
- 560- شحال بكيت علك يا مرا
- 561- الليلة رقادك عندي
- 562- نبغي الشيرة لي عليها راني مغبون
- 563- راني جايك الليلة
- 564- الزرقا انا نبغيك (ديو  الشابة الزوهرة)
- 565- موتي خير من حياتي
- 566- سالو العديان فيك ا عمري
- 567- محال نسمح فيك
- 568- c'est fini  عليك ا محنتي
- 569- لي نبغيها داوها الحسادين
- 570- عمري علاه ديري هاك تنسي
- 571- يا ما شوطنوها عليا (مع الزهوانية)
- 572- مانيش مأمن بلي صرا لي
- 573- معاك درت الصحة
- 574- ما عييت نشوفك ونتي وحدك
- 575- كاع لي صرا لي ولي درتيه فيا
- 576- لاموني عليك الناس
- 577- مولاة السالف الطويل
- 578- يا لا والفتك
- 579- مزال قلبي يهواك
- 580- حكمت عليا (ديو الشابة زهية)
- 581- رزقي ومالي
- 582- ديك الطويلة
- 583- بكاني الهم ورشاني
- 584- ندمت على رايها
- 585- لي عشق عندو الحق (ديو نورية)
- 586- الزرقا في التيليفون
- 587- صار هاك صار هاك
- 588- لي درتيه لي درتيه
- 589- شربو لها ربعة recard
- 590- c'est plus fort que moi
- 591- بدات تجبد في ال passè
- 592- سيد الهواري
- 593- بغيت نخطيك زعما
- 594- على الدبيلة ذبلتي
- 595- ننساك أنا وننسى الماضي
- 596- ماشي غرضها دلالي
- 597- لعبتيها sérieuse باه نأمنك
- 598- ربي ربي داك ما بغا قلبي
- 599- كبيرة la différence بينك وبينها
- 600-  يا حسرة يا حسرة v1
- 601- يا حسرة يا حسرة v2
- 602- يا يما روحي خطبي لي....و أغاني أخرى...

## ملحن راي وكاتب أغاني
تعامل حسني كثيرا مع الكاتب المشهور في عالم الراي أمثال 'عزيز كربالي' الذي كتب له العديد من الألبومات منها راني خليتهالك أمانة' كما تعامل مع أخوه 'لعرج شقرون' الذي توفي قبله في أكثر من ألبوم منها الألبوم الشهير 'لا تبكيش وتقولي ذا مكتوبي' و'طلبتي لفراق' وطال غيابك يا غزالي وهناك كتاب آخرين منهم «خالد بن دودة» و«محمد نونة» صاحب كلمات أغنية «على جالها» و«قابلتني وقعدت تبكي» و«نسيانك يا العمر صعيب» و«ما نجمش نعيش دالعيشة» وأغنية «في بالي كاتبت لي» وغيرها من الأغاني، وتعامل أيضا مع عبد القادر جيدار الملقب ب 'سوناكوم' صاحب كلمات أغنية قالو حسني مات وبعدها اتصل بالشاعر الغنائي المميز براهيمي أحمد كمال في إطار مشروع تهذيب أغنية الراي والرُقي بها عربيا لكن الظروف الأمنية وجريمة اغتياله حالت دون اكتمال المشروع.

## حسني وحياته الشخصية
عانى حسني من لوعة فراق الأسرة الصغيرة المتمثلة في الزوجة والابن، وهو ما عبّر عنه في أغانيه التي تتعلق بحياته الشخصية.
عرف حسني ببساطته وطيبته وحبه للفقراء والمساكين وهو السر الأكبر في النبرة الحزينة جدا لأغانيه التي عكست أحاسيس وأحلام الشباب الجزائري الغارق آنذاك في براثن أزمة اقتصادية وسياسية واجتماعية خانقة، كادت أن تعصف بالجزائر، أُطلق عليها فيما بعد العشرية السوداء أو سنوات الدم والدمار التي مات فيها أكثر من 150 ألف شخص وما يزيد عن آلاف المفقودين وخسائر مادية بعشرات المليارات من الدولارات.

## فيلم الأغنية الأخيرة عن الشاب حسني
الفيلم (110 دقيقة) الذي أخرجه مسعود العايب، كاتبة السيناريو فاطمة وزان، بطولة فريد رحال وأنتجته شركة تاماريس سنة 2011 عن حياة المطرب حسني ومشواره الفني، ويحتوي الفيلم على أخطاء عديدة حسب أرملة الشاب حسني وتلطيخ لسمعة زوجها وتشويه من طرف كاتبة السيناريو للحقائق حيث تلقّى عدة انتقادات من طرف الصحافة والنقّاد، وهو حقّا لا يليق به من كل الجوانب بما فيها التناقضات في أغرب فيلم ينقل حقائق في التسعينيات.
قام ابن حسني والوريث الوحيد برفع دعوى قضائية لمنع توزيع الفيلم وعرضه، فكان الرد من المحكمة هو بطلان الدعوى، ومن بين المشاهد المتناقضة التي شدّت المشاهد في الفيلم الذي كان يفترض به أن يروي أحداث قبل 1994:
- يتزوج الشاب حسني بسرعة البرق.
- يكتب بيده اليمنى عوض اليسرى.
- تمر سيارات كونغو.
- يجلس خلف لافتات إشهار للمحمول.
- لون دمه بنفسجيا إلى وردي عند اغتياله.
- علاقة باردة بينه وبين ملوكه التي لم تغادر غرفتها إلا إلى فرنسا حسب الفلم.
- سروال «سليم» وموضة النمر وقصات الشعر آخر موضة.
- فريد رحال في دور حسني والذي لا يقاسمه إلا في ملامح الوجه قليلا.
- غياب تام عن كرة القدم التي كان يهواها.
- لا أحد من أهل حسني حضر لا قراءة الفاتحة ولا حفل الزفاف.
- لا ظهور لفرنسا في الفيلم إلّا جزء قصير من شارع في مارسيليا.